# Metrolijn 54
Metrolijn 54 is een lijn van de Amsterdamse metro tussen station Amsterdam Centraal en de wijk Gein in Amsterdam-Zuidoost, ook wel bekend als Geinlijn (voorheen Holendrechtlijn). Dit is de zuidelijke tak van de Oostlijn.

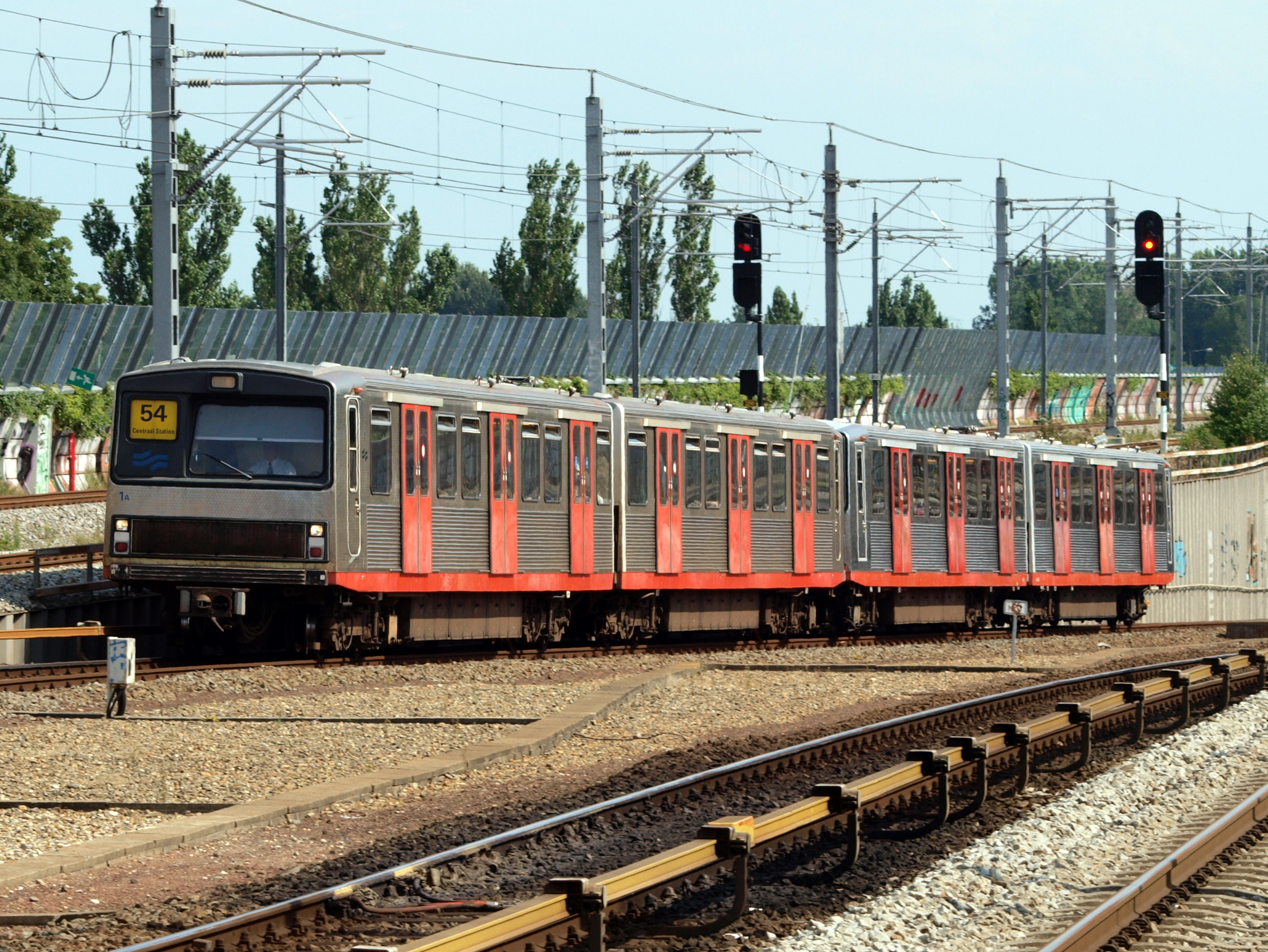
Metrotreinstel type M3 in de oorspronkelijke kleurencombinatie met oranje deuren nabij Holendrecht.

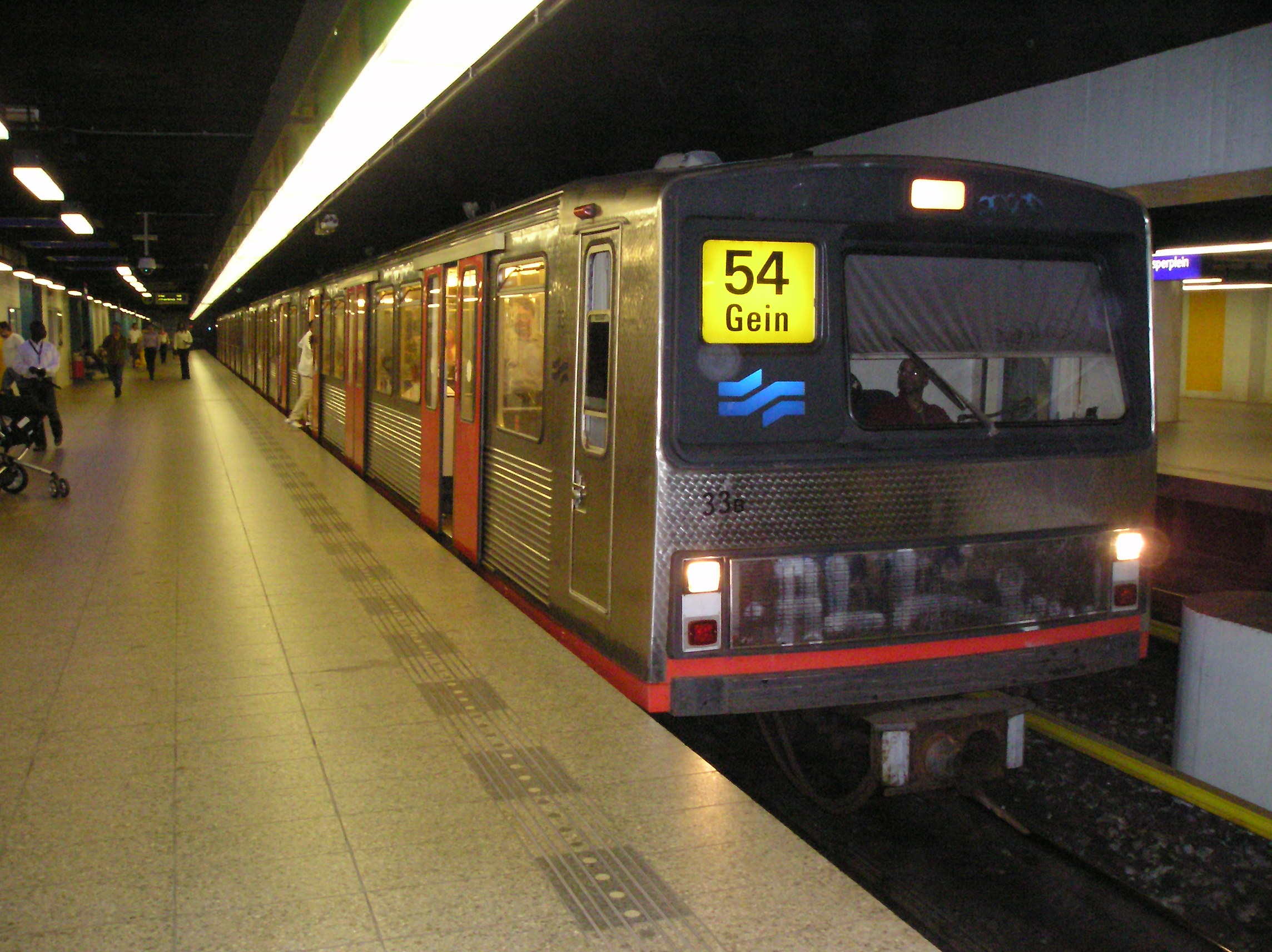
Metrotreinstel van het Duitse LHB in station Weesperplein richting Gein.

Het traject Weesperplein – Holendrecht werd op 14 oktober 1977 geopend en verving de drukke buslijn 55. Op 11 oktober 1980 volgde de verlenging van Weesperplein naar Centraal Station, en op 27 augustus 1982 werd de lijn voltooid met de verlenging van Holendrecht naar Gein.
Op deze lijn deden tot 2013 vrijwel alleen treinstellen type M1, M2 en M3 dienst, die tussen 1973 en 1980 voor deze lijn waren gebouwd. In de periode 2013-2015 zijn deze geleidelijk aan vervangen door het nieuwe M5. Sindsdien rijdt er ook CAF-materieel en van 2019 tot 2024 Sneltrammaterieel S1/S2. Dit laatste materieel werd vanaf 2023 vervangen door het nieuwe M7.

## Treinlengte
Van 1977 tot 1986 werd met twee gekoppelde metrostellen gereden. Tussen 1984 en 1986 werd gedeeltelijk met twee en gedeeltelijk met drie stellen gereden, wat ten koste ging van de inzet op de lijn naar Gaasperplas. Van 1984 tot 2000 reden in de avonduren en op zondagochtend, sinds 1991 ook op de vroege zaterdagochtend, steeds treinen bestaande uit een enkel treinstel. Van 1986 tot en met 1997 reden in de spitsuren in principe drie gekoppelde stellen. Na de komst van lijn 50 werden het weer twee gekoppelde stellen en alleen bij  evenementen drie gekoppelde stellen. Tijdens de renovatie van de ondergrondse stations in 2011 was het niet mogelijk om met drie gekoppelde stellen te rijden, omdat aan een deel van de perrons vanwege werkzaamheden niet gestopt kon worden. Sinds de komst van het M5-materieel in 2013 bestond er een groot verschil in capaciteit tussen de oude en de nieuwe treinstellen. Daarom reden de oude metrostellen van het type M2 en M3 tussen maart 2015 en hun allerlaatste ritten in november 2015 in principe weer met drie gekoppelde stellen. 
Sinds 3 maart 2019 tot maart 2024 deed ook BN-materieel dienst en sinds 2023 M7 materieel. Ook het CAF-materieel vanaf 2015 en van 2019 tot 2024 het Sneltrammaterieel S1/S2 werd meestal in driewagenstellen ingezet. Het nieuwe M7-materieel sinds 2023 rijdt in de eerste instantie in losse treinstellen van drie wagenbakken. Nadat er meer M7-stellen in dienst zijn genomen, kwamen er ook gekoppelde stellen te rijden van zes wagenbakken.

## Dienstuitvoering
| Traject                 | Treinopvolging | Treinopvolging                                                      | Treinopvolging      | Treinopvolging         | Treinopvolging                                     |
| Traject                 | Spits en dag   | Ochtend tot 7.00 uur, avond na 20.00 uur en weekeinde tot 10.00 uur | Avond tot 20.00 uur | Hoogzomer spits en dag | Hoogzomer ochtend tot 7.00 uur, avond en weekeinde |
| ----------------------- | -------------- | ------------------------------------------------------------------- | ------------------- | ---------------------- | -------------------------------------------------- |
| Gein ↔ Centraal Station | 10 minuten     | 15 minuten                                                          | 12 minuten          | 12 minuten             | 15 minuten                                         |

Op nieuwjaarsnacht wordt sinds 2019 (echter niet in 2021 en 2022) ook 's nachts een reguliere dienst gereden, elke 15 minuten vanaf 1:30 uur en elke 30 minuten vanaf 3.30 uur maar er wordt niet gestopt op het Amstelstation.
Centraal Station (NS) ·
Nieuwmarkt ·
Waterlooplein ·
Weesperplein ·
Wibautstraat ·
Amstelstation (NS) ·
Spaklerweg ·
Van der Madeweg ·
Station Duivendrecht (NS) ·
Strandvliet ·
Station Bijlmer ArenA (NS) ·
Bullewijk ·
Holendrecht (NS) ·
Reigersbos ·
Gein